# 安全管理服务提供商
许多公司，特别是一些小公司，因为缺乏资源或专家，难以靠自身能力提供一个安全度高的计算机能力环境。它们可以外购很多安全措施，通过安全管理服务提供商（Managed Security Service Provider，縮寫 MSSP），MSSP可以监控网络活动，并且实施低效能测试以及进行侵袭侦查。BT counterpane、VeriSign以及Symantec都是顶尖的MSSP服务的提供者。